# Підготовка до наступного життя (фільм)
«Підготовка до наступного життя» (англ. Preparation for the Next Life) — майбутній американський драматичний фільм режисера Бінг Лю за сценарієм Мартини Майок. Він заснований на однойменному романі 2014 року Аттікуса Ліша. У головних ролях Себіє Бехтіяр та Фред Хехінгер.
Вихід фільму заплановано на 5 вересня 2025 року компанією Amazon MGM Studios.

## Авторський склад
| Актор         | Роль    |
| ------------- | ------- |
| Себіє Бехтіяр |         |
| Фред Хехінгер | Скіннер |

## Виробництво
У березні 2023 року було оголошено, що Бін Лю режисуватиме екранізацію роману «Підготовка до наступного життя» режисера Аттикуса Ліша, продюсерами будуть Plan B Entertainment та Pastel, а дистрибуцією займатиметься Orion Pictures. Основні зйомки проходили в Нью-Йорку.

## Випуск
Вихід фільму заплановано на 5 вересня 2025 року компанією Amazon MGM Studios.